# Свабування

Схема розташування сваба (поршня) у свердловині

Свабування, поршнювання (рос. свабирование, поршневание; англ. swabbing; нім. Kolben, Pistonieren, Swabben) — один із способів освоєння свердловин методом зниження рівня рідини.
Поршень (сваб), що оснащений зворотним клапаном, вантажною штангою та ущільнювальними манжетами, опускають в насосно-компресорні труби свердловини. При опусканні поршня зворотний клапан відкритий, що дає змогу поршню вільно занурюватися в рідину. При підійманні поршня клапан закривається і стовп рідини, що знаходиться над поршнем, виноситься на поверхню.
Свабування забезпечує зниження рівня рідини у свердловині і зниження тиску на вибої, а це викликає новий приплив продукції у свердловину. Кількість рідини, що вилучається за один цикл свабування, глибина занурювання поршня, тривалість поршнювання або кількість циклів С. залежать від продуктивності освоюваної свердловини, ступеня забрудненості її привибійної зони.
Для запобігання небезпеці відкритого викидання продукції свердловини поршень опускається через герметизуючий пристрій; рідину, яка вилучається, відводять через маніфольд свердловини у спеціальні продувні збірні ємності або в збірну промислову мережу, що запобігає забрудненню навколишнього середовища.
У 1904 р. для видобутку нафти в українському Прикарпатті було запроваджено метод свабування. Поршень (сваб), що оснащений зворотним клапаном, вантажною штангою та ущільнювальними манжетами, опускають в насосно-компресорні труби свердловини. При опусканні поршня зворотний клапан відкритий, що дає змогу поршню вільно занурюватися в рідину. При підійманні поршня клапан закривається і стовп рідини, що знаходиться над поршнем, виноситься на поверхню. Свабування забезпечувало зниження рівня рідини у свердловині й зниження тиску на вибої, а це викликало новий приплив нафти у виробку. Кількість рідини, що вилучається за один цикл свабування, глибина занурювання поршня, тривалість поршнювання або кількість циклів залежать від продуктивності освоюваної свердловини, ступеня забрудненості її привибійної зони. Перед Другою світовою війною на переважній більшості промислів Прикарпаття видобуток нафти здійснювався шляхом тартання і свабування. У 1939 р. на Бориславських промислах із загальної кількості діючих нафтових свердловин 525 експлуатували цими способами і лише 100 — насосами. На промислах Румунії до 1909 р. свердловини експлуатували головним чином желонками, пізніше — поршнюванням, з 1940-х — насосами.